# 1899 en Inde
Chronologie de l'Inde
- 1895
- 1896
- 1897
- 1898
- 1899
- 1900
- 1901
- 1902
- 1903

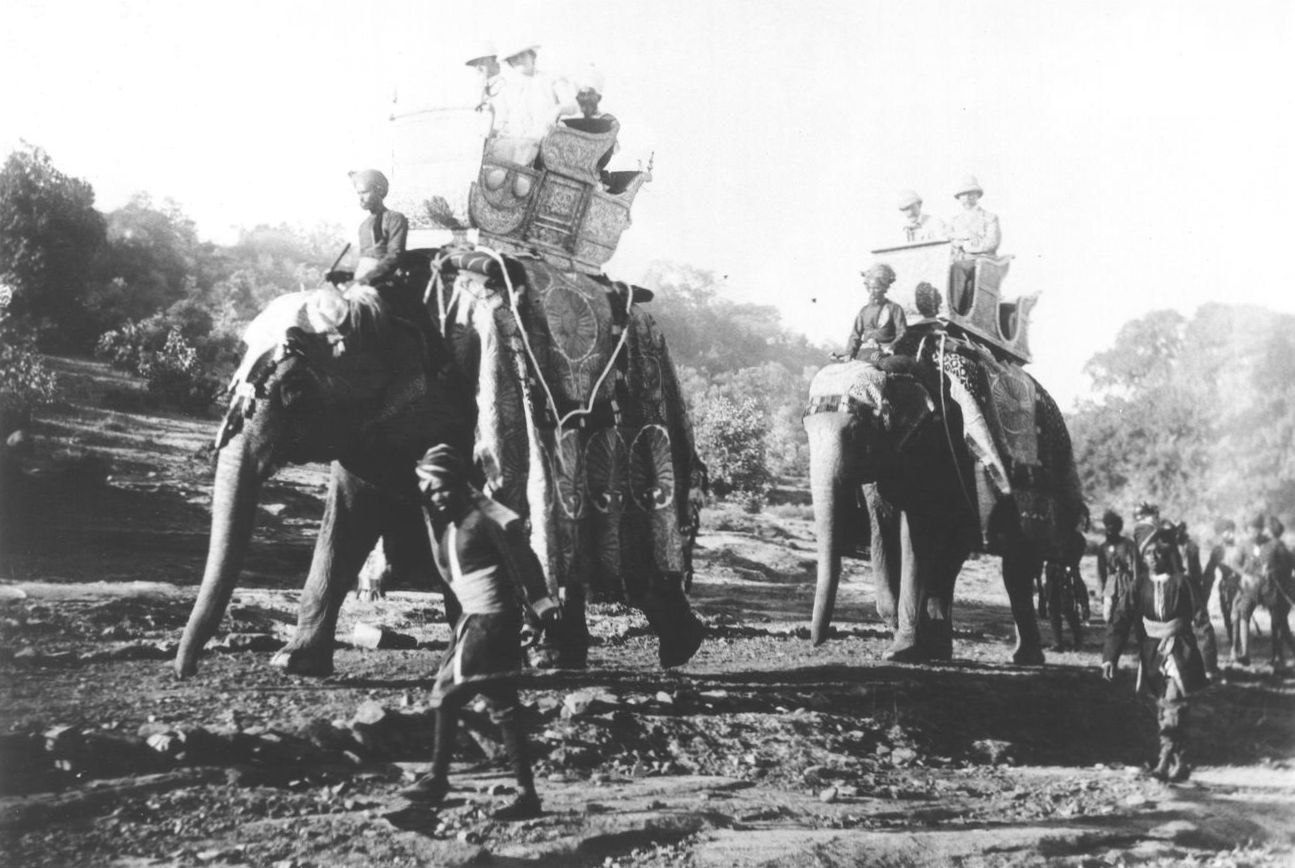
Procession du vice-roi des Indes Lord Curzon-Elephant [sic] à Sanchi Tope.

Cette page concerne les évènements survenus en 1899 en Inde  :

## Évènement
- Famine en Inde de 1899-1900 (bilan : de 1  à 4,5 millions de morts).
- Loi de 1899 sur le timbre indien (en), du gouvernement indien pour la perception de droits de timbre sur les instruments enregistrant les transactions.
- 6 juin : Émeutes de Sivakasi (en).

## Création
- Advaita Ashrama (en)
- Aziz Bagh (en)
- Gare ferroviaire de Balasore (en).
- District de Ranchi
- R B Ferguson Club (en), club de football de Thrissur.
- Sri Angan (en).

## Naissance
- Ruth Becker, survivante du naufrage du Titanic.
- Mani Madhava Cakyar, artiste de scène et disciple du Sanskrit.
- Ramadevi Choudhury, militante indépendantiste.
- Kalki Krishnamurthy, journaliste et écrivain.
- Ada Leask, historienne et antiquaire irlandaise.
- Lakshmi N. Menon (en), personnalité politique et militante pour l'indépendance.
- Balai Chand Mukhopadhyay (en), écrivain, scénariste et poète.
- Amar Mullick (en), acteur et réalisateur.
- Hiralal Shastri (en), personnalité politique.
- Udham Singh, révolutionnaire.
- Baldev Upadhyaya (en), historien.

## Décès
- Rajnarayan Basu (en), écrivain.
- Theodore Beck (en), pédagogue britannique et directeur de collège en Inde.
- Shivlal Dhaneshwar Kavi (gu), poète et traducteur gujarati.
- Vishvanath Narayan Mandlik (en), avocat, écrivain et expert en loi hindoue.
- Oyyarathu Chandu Menon (en), écrivain.
- Swami Bhaskarananda Saraswati, sannyasin et saint.
- Swami Yogananda (en), philosophe.